# Paul-Bernhard Kallen
Paul-Bernhard Kallen (* 17. Februar 1957 in Neuss) ist ein deutscher Manager und ist Verwaltungsratsvorsitzender der Hubert Burda Media Holding.

## Leben
Kallen wurde in ein großbürgerliches katholisches Elternhaus geboren. Sein Onkel war Peter Wilhelm Kallen, der Neusser Oberbürgermeister von 1961 bis 1967; entfernt verwandt ist er u. a. auch mit Joseph Kardinal Frings, ab 1942 Erzbischof von Köln, auch mit dem bekannten Regisseur Wim Wenders. Paul-Bernhard Kallen studierte nach dem Abitur 1976 an der Universität Bonn Volkswirtschaft. 1986 wurde er an der Wirtschafts- und Sozialwissenschaftliche Fakultät der Universität Köln zu dem Thema Direktinvestitionen deutscher Unternehmen in Entwicklungsländern. Theoretische Analyse und empirische Befunde promoviert. Anschließend arbeitete er als Vorstandsassistent bei einem Kölner Familienkonzern des Maschinen- und Anlagebaus und ab 1988 als Berater, später Partner bei dem Unternehmensberater McKinsey. Einer seiner Kunden war der Verleger Hubert Burda.
1996 begann seine Karriere beim Burda-Verlag. Er wurde 1999 dort Vorstandsmitglied und war für das digitale Geschäft, die Auslandsaktivitäten, die Neuordnung des Druckbereichs und die Finanzen zuständig. Anfang 2010 wurde er als Vorstandsvorsitzender Nachfolger von Hubert Burda. In seinen Vorstandsbereich fielen unter anderem die Beteiligungen des Medienkonzerns sowie die Geschäfte von BurdaInternational und BurdaDruck. Zum 1. Januar 2022 wechselte Kallen als Vorsitzender in den Verwaltungsrat. Seine Nachfolge als Vorstandsvorsitzender von Hubert Burda Media übernahm Martin Weiss, der seit 2017 auf die neue Position vorbereitet wurde.

## Auszeichnungen
2021 erhielt er den Bayerischen Verdienstorden.

## Privates
Kallen entstammt einer alteingesessenen Neusser Familie, in der man, wie Kallen sagt, „entweder Unternehmer oder Priester“ wurde. Er ist verheiratet mit Barbara Kallen, geb. Josten.
Seit seiner Studentenzeit ist Kallen Mitglied der katholischen Studentenverbindung K.St.V. Arminia Bonn im KV.